# Begonia dosedlae
Espèce
Begonia dosedlae est une espèce de plantes de la famille des Begoniaceae.
L'espèce fait partie de la section Petermannia.
Elle a été décrite en 1979 par Alexander Gilli (1904-2007).

## Répartition géographique
Cette espèce est originaire de Papouasie-Nouvelle-Guinée.